# Навайо
Навайо (на гръцки: Ναυάγιο, в букв. превод – корабокрушение) е затворен откъм сушата плаж на остров Закинтос.
Достъпен е само по море, с кораб. Известен е като залив на контрабандистите. През 1983 г. корабът „Панайотис“, превозващ контрабандно цигари от Турция за Италия, претърпява корабокрушение в морето край Закинтос и е изоставен от екипажа на този плаж. Пясъчният плаж Навайо е обграден откъм брега с високи скали с височина от 45 m до 225 m и освен традиционните удоволствия предлага за любителите на адреналина – бънджи джъмпинг и други екстремни видове спорт.
Навайо е традиционно разглеждан като най-екзотичната плажна дестинация в Европа.